# A Symphonic Night
A Symphonic Night is een album van de Volendamse band BZN. Het werd uitgebracht op cd en MC eind 1996, als opvolger van de succesvolle cd Round the Fire.

## Achtergrond
Dit album, waar in totaal 17 nummers op staan, werd in plaats van de gebruikelijke palingsound gezongen met een heel orkest. Het was bedoeld als een stunt, ter gelegenheid van het 30-jarig bestaan van de band. Hoewel het in oktober 1996 werd uitgebracht, bereikte het een elfde positie in het albumjaaroverzicht van 1997. Dit album werd in Nederland en Zuid-Afrika uitgebracht.
De bandleden zelf liepen al een tijdje rond met de wens een keer iets te doen met een orkest en koor. De kosten hadden hen er tot nu toe van weerhouden. Ondanks dat dit project tonnen zou gaan kosten, wilde maatschappij Phonogram wel iets wagen. De opnamen waren in het Chassé Theater in Breda, met medewerking van de Zangertjes Van Volendam en het koor De Toonkunst uit Eindhoven.
Zangeres Carola Smit had bij de meeste nummers het idee dat het niet zoveel afwijkend was van het gebruikelijk repertoire. Alleen het nummer Nabucco zou volgens haar net iets te veel van het goede zijn. Er werd daarom ook een reservenummer ingestudeerd: Mexico. Bij de opnamen ging alles vrijwel vlekkeloos, waardoor Nabucco gewoon op het album terechtkwam. Mexico is uiteindelijk als B-kant van de single La Spagnola gezet.
Als begin oktober het album wordt uitgebracht, zijn de reacties positief. Het televisieoptreden, uitgezonden door de TROS, werd vier keer herhaald. Het album bereikte aan het eind van 1996 de eerste plaats in de albumlijsten en blijft daar bijna 50 weken in staan. Midden 1997 wordt zelfs dubbel platina aan de band uitgereikt.
Door het grote succes wordt twee jaar later een vervolg gemaakt op deze cd gemaakt, namelijk A symphonic night II. Deze tweede versie doet het iets minder.

## Singles
In augustus wordt er een single van het album afgehaald. Het nummer Sing of Love and Faith blijft steken in de top 20. Zanger Jan Keizer was verbaasd: "Met de hele band hebben we dit nummer gekozen als single, maar het blijkt uiteindelijk dus geen goede keuze. Het is niet de hit geworden die we verwacht hadden. In 1994 vroegen we naar de mening van de fans. Ze kozen allemaal voor The Banjo man, hoewel wijzelf niet zeker waren of dit nummer een goede keuze voor een single was. De fans bleken gelijk te hebben, want het werd een grote hit. Zelfs na 30 jaar maken we nog fouten."
In november wilde men nog altijd de hit maken waar de band al eerder op had gehoopt. De keuze valt op het nummer Mama. In dit nummer zingt zangeres Carola met de toen nog onbekende tienjarige Jan Smit. Het wordt een succes en betekende de doorbraak voor Smit.
Een derde single wordt in 1997 uitgebracht: La Spagnola. Deze single bereikt de 31ste positie en bevat dus het reservenummer Mexico als B-kant.

## Trivia
- Dit is het bestverkochte BZN-album aller tijden, en werd maar liefst 400.000 keer verkocht;
- Voor de opnamen van deze cd had de Franse Gilbert Bécaud via de platenmaatschappij naar BZN gevraagd. Door de hoge kosten, werd een duet van Jan Keizer met Gilbert afgeslagen. Desondanks is besloten zijn nummer Nathalie op dit album te zetten. Dit zou bij Gilbert Bécaud, vanwege de auteursrechten, beslist geen windeieren hebben gelegd. Jan Keizer had er achteraf spijt van dat hij hem niet op eigen kosten naar Nederland had gehaald.

## Tracklist
1. Sing of love and faith (live) [L. van Beethoven/J. Veerman/J. Keizer/J. Tuijp]
2. Lilly Marlene (live) [N. Schultze/H. Leip]
3. La paloma (live) [S. de Yradier]
4. Le printemps (live) [M. Vidalin/G. Blaness/M. Fugain]
5. La Spagnola (live) [Vincenzo di Chiara]
6. A Venise (live) [Offenbach; Hoffmans Vertellingen/J. Veerman/J. Keizer/J. Tuijp]
7. Mama (live) [B. Cherubini/C. Bixio]
8. Le lac du Connemara (live) [J. Revaux/M. Sardou/P. Delanoe]
9. When will we meet again (live) [Trad./J. Veerman/J. Keizer/J. Tuijp]
10. El condor pasa (live) [D.A. Robles/J. Milchberg/P. Simon]
11. I'll sing you a song (live) [J. Roloff/J. Jorge/G. Kaleta/J. Veerman/J. Keizer/J. Tuijp]
12. Nathalie (live) [P. Delanoe/G. Bécaud]
13. Amazing grace (live) [Trad.]
14. Vici n'o mare (live) [G. Gambardella/O. Gennaro]
15. Nabucco (live) [G. Verdi/T. Solera]
16. My friend the wind (live) [S. Vlavianos/R. Constandinos]